# Daniel Jan Jippes
Daan Jippes és el nom artístic de Daniel Jan Jippes, (Amsterdam, 14 d'octubre de 1945), il·lustrador de còmics, i referent a la creació de còmics de Disney als Països Baixos. És considerat el dibuixant que més fidelment segueix l'estil de Carl Barks. Va redibuixar històries clàssiques de Barks dels anys 70 del segle xx, protagonitzades pels Junior Woodchucks, però continuades per altres autors als anys 90.
Daan Jippes va començar la seua carrera als Països Baixos, on publicava a la revista Pep a la darreria dels anys 60 i primeria dels 70. Va abastir fama nacional amb el treball Bernard Voorzichtig: Twee Voor Thee. Als anys 70 va començar a col·laborar amb la revista neerlandesa Donald Duck on la qualitat del seu treball va cridar l'atenció de l'oficina de Disney a Burbank a l'estat nord-americà de Califòrnia. Així va començar a treballar per a l'empresa mare, primer al departament de merchandising i després com dissenyador i storyboarder, a pel·lícules com The Rescuers Down Under, El príncep i el captaire, La bella i la bèstia i Aladdin.
Actualment, Dan Jippes treballa als Països Baixos i dibuixat còmics de Disney per Egmont.